# Pouteria gigantea
Pouteria gigantea es una especie de árbol de la familia de las sapotáceas, endémica de Ecuador.

## Estado de conservación
Desde el año 2004 Pouteria gigantea está incluida en la IUCN Redlist como una especie en peligro crítico de extinción.

## Taxonomía
Pouteria gigantea fue descrita por el botánico estadounidense George Edmund Pilz y publicada en Selbyana 2(1): 61, en 1977.
Basónimo
- Vitellaria gigantea Diels Notizbl. Bot. Gart. Berlin-Dahlem 14: 35. 1938.

Etimología
Pouteria: nombre genérico latinizado del vocablo en lengua kariña (o lengua galibi) pourama-pouteri, usado por el pueblo Kali'na (antiguamente Galibi o Caribe) como nombre vernáculo para designar a la especie Pouteria guianensis en la Guayana Francesa.
gigantea: epíteto latino otorgado que significa ¨"muy grande".